# 16262 Rikurtz
A 16262 Rikurtz (ideiglenes jelöléssel 2000 JR32) a Naprendszer kisbolygóövében található aszteroida. A LINEAR projekt keretében fedezték fel 2000. május 7-én.